# Scott Speedman
Scott Speedman, född 1 september 1975 i London, är en brittisk-kanadensisk skådespelare.
Han växte upp i Toronto, Kanada.

## Filmografi, i urval
- 1998–2002 – Felicity (TV-serie)
- 2000 – Duets
- 2002 – Dark Blue
- 2003 – Underworld
- 2004 – Mitt liv utan mig
- 2004 – The 24th Day
- 2005 – xXx 2 - The Next Level
- 2006 – Underworld: Evolution
- 2008 – The Strangers
- 2010 – Barneys många liv
- 2012 – Älska mig igen
- 2014 – Barefoot
- 2021 – You